# Filosofia della musica
Filosofia della musica est un essai publié en 1836 par Giuseppe Mazzini dans la revue L'italiano.

## Publication
Publié à l'origine en trois fois dans L'italiano, revue des mazziniens en exil à Paris, l'essai est repris en 1910 dans le deuxième des cinq volumes consacrés aux écrits littéraires de l'édition complète en cent volumes des œuvres de Giuseppe Mazzini, Scritti editi ed inediti, dite edizione nazionale. Il paraît également, du vivant de Mazzini, dans le deuxième des trois tomes des Scritti letterari di un Italiano vivente publiés à Lugano en 1847 et dans le quatrième des dix-huit volumes (deuxième des écrits littéraires), Pensiero ed azione, des Scritti editi ed inediti di Giuseppe Mazzini publiés par G. Daelli à Milan en 1861.
Il est traduit en français sous le titre Philosophie de la musique : vers un opéra social et complété par une présentation des relations de Mazzini avec la musique par Martin Kaltenecker. L'ouvrage est publié en 2001 aux éditions Van Dieren.

## Thèmes
Filosofia della musica s'inscrit dans l'œuvre mazzinienne consacrée à l'art, source de régénération de la nouvelle société italienne. Il esquisse dans ces pages un projet de renouveau pour l'opéra, appelant à la métamorphose d'une esthétique à ses yeux alors « caduque » : la perfection atteinte par Gioachino Rossini, « Titano di potenza e di audacia. Il Napoleone d’un'epoca musicale », doit désormais être dépassée. Reprochant à la production lyrique de son temps « son hédonisme, son individualisme et son absence d’inspiration morale [Mazzini] estime que doit se substituer à cet art matérialiste et décadent une nouvelle forme de dramaturgie privilégiant le réalisme et les préoccupations sociales ». Nombre de musicologues et d'historiens, comme Pierre Milza, ont cru voir dans l'« ignoto numini », ce « giovine ignoto, che forse in qualche angolo del nostro terreno, s'agita, mentr'io scrivo, sotto l'ispirazione, e ravvolge dentro sé il segreto d'un'epoca musicale. » auquel Mazzini adresse ces lignes, le jeune Giuseppe Verdi de Nabucco.